# Хассан Ибн Саббах (Fate)
Ассасин (яп.アサシン — Asashin), Истинный Ассасин (яп.真アサシン — Shin Asashin) и Гранд Ассасин (яп.グランドアサシン — Gurando Asashin) — один из центральных персонажей франшизы Fate от Type-Moon. Является призванным магами героическим духом для ведения войны Святого Грааля, личностью которого служит Хасан ибн Саббах.
Вне сюжета войн Святого Грааля имя героя Хасан Ибн Саббах (яп.ハッサン・イブン・サバー Hassan ibun saba).

## Вымышленная биография
Первоначальный Хасан Ибн Саббах был персидским миссионером и мятежником XII века, наиболее известным тем, что основал Хашшашин. Исторически сложилось так, что Хашшашины были шиитской исламской сектой, которая боролась против турецких и христианских вторжений в Персию в XII веке. Не имея значительной армии, их агенты вместо этого стали опытными в шпионаже, проникновении и убийствах (конечно же). Известно, что слово «убийца» происходит от «Хашашин». Несмотря на их прочную репутацию фракции убийц, только низшие ступени Хашашина совершали убийства. Эти члены были опытны в психологической войне и часто могли запугать свои цели, не убивая их. Например, их жертвы часто возвращались домой и находили на своих подушках записку с угрозами и кинжал. Если бы им пришлось кого-то убить,
Когда Марко Поло вернулся из восточных странствий, он сообщил, что Хассан Ибн Саббах будет внушать ужасную лояльность своим войскам, накачивая их гашишем — разновидностью каннабиса. Под его влиянием у них появится видение загробной жизни — тайного райского сада — которым они будут вознаграждены за приверженность делу низаритов. Хотя это оспаривается историками, легенда о Хашшашине теперь неразрывно связана с марихуаной. Я не могу дождаться, когда увижу этот Благородный Фантазм.

## Место героя в сюжете произведений франшизыFate

### Fate/Zero
Ассасин была призван Киреем Котоминэ для участия в Четвёртой Войне Святого Грааля от церкви. Различные члены ордена ассасинов, принимавшие имя основателя низаритского учения, как своё собственное. Ввиду неоднократного расщепления личности герой воплощен в виде множества человек (каждая отдельная личность имеет собственное тело, в том числе в виде женщин и детей). Выполняют разведывательную функцию для Тосакиа Токиоми. Побеждены Райдером, став 3 погибшим слугой в Четвёртой Войне Святого Грааля.

### Fate/stay night
Ассасин появляется только в руте Heaven’s Feel, посте того как Мато Зокен, возмущенный поражением Райдера от Сэйбер и разгневанный некомпетентностью Синдзи как Мастера, решает принять участие в Пятой Войне Святого Грааля, используя плоть Ассасина в качестве катализатора для призыва Истинного Ассасина. Настоящий Убийца родился с ограниченным интеллектом, но смог исправить это благодаря постоянному человеческому опыту.
В первом фильме он серьезно ранил Соичиро Кузуки после того, как его вызвали. Используя Кузуки в качестве заложника, Истинный Ассасин требует, чтобы Кастер разорвала с ним контракт, который оставался активным из-за того, что он был вызван из тела Ассасина. Желая спасти своего Учителя, Кастер наносит себе удар Ruler Breaker, чтобы расторгнуть контракт. Однако Истинный Убийца в ответ немедленно пронзает ее горло, чтобы убить ее, а затем бросает кинжал в голову Кузуки, чтобы убить его. После этого он покидает храм, когда Тень забирает труп Кастера.
В визуальной новелле он молча наблюдает, как Широ и Сэйбер противостоят Кастер, сжимая Нарушитель Правил и весь в крови Кузуки, и сбивают ее с ног. После того, как они уходят, появляется Тень и пожирает тела Кастер и Кузуки.
Позже в фильме Истинный Убийца наблюдает за Синто, когда ему противостоит Лансер, который следил за ним с тех пор, как стал свидетелем смерти Кастера. Он бросает в него кинжалы, но Лансер легко уклоняется и отражает их. Отступая, он в конце концов приземляется на трейлер, а Лансер преследует его, и даже не отцепив одну из машин, рыцарь замедляется. Лансер запрыгивает в трейлер и сражается с Истинным Убийцей, который может защитить себя, но не может соревноваться с ним в рукопашном бою. В конце концов, выпрыгнув из трейлера, разрушенного в результате их боя, Истинный Убийца заманивает Лансера к озеру Рюудо. Избегая воды, он наблюдает, как Тень преследует Лансера, и пытается защитить себя с помощью рунического барьера, но Тень легко разрушает его. Затем, пока Лансер готовится бросить Гэ Болга, Истинный Ассасин высвобождает Забанию и сокрушает настоящее сердце Лансера, сокрушая фальшивое сердце, созданное из Благородного Фантазма. Затем он быстро вырывает сердце Лансера из груди и съедает его, пока Тень поглощает Лансера.
Несколько дней спустя Истинный Ассасин сразился с Сэйбер в храме Рюдо, пока Зокен оккупировал Широ. Однако боевое мастерство Сэйбера побуждает его использовать ту же тактику, что и в бою с Лансером. Оказавшись в опасной ситуации, когда Широ в опасности, Сэйбер атаковал Истинного Ассасина Ударом Воздуха, но его Защита от Ветрамастерство сделало его устойчивым к этому. Затем Тень атакует Сэйбер, в то время как Истинный Убийца объясняет, что нечистые герои, такие как он, устойчивы к его эффектам, в то время как чистые герои, такие как она, будут яростно бороться, чтобы сохранить свой рассудок. Теперь, когда она уязвима, он пытается использовать на ней Забанию, но она может использовать оставшуюся силу, чтобы отрезать ему руку, прежде чем окончательно погрузиться в Тень. (В фильме Сэйбер разрушает внутренний дворик до того, как Забания успевает добраться до нее; Истинная Ассасин заявляет, что она предпочла быть взятой Тенью вместо того, чтобы быть убитой им.) Когда Сэйбер уходит, Истинная Ассасин идет к Зокену, который оставляет его, чтобы убить Широ. Однако, прежде чем он успевает это сделать, на него нападает Райдер, демонстрируя невиданную ранее силу, и его легко победить, что побуждает его быстро отступить.
Истинный Ассасин поделился с Зокеном несколькими интимными моментами, в которых они обсуждали сходство их личных характеров. Следует отметить, что Истинный Убийца заметил, что стремление его хозяина к бессмертию показало ценность, которую он придавал жизни. Настоящий Убийца объясняет в визуальном романе, что он ищет версию бессмертия, заявляя о своем собственном имени, которое было стерто из истории.

## Внешность

### Fate/stay night
Он выглядит как очень высокий, стройный, темноволосый мужчина с перевязанной правой рукой. Его правая рука описана Сэйбер как бесполезная плоская доска, неспособная на многое. Его лицо, показанное Сакурой в сценарии Heaven’s Feel, представляет собой череп, напоминающий маску с выбритым носом и кожей. Это вдохновляет Сакуру сказать, что он пытается жить вечно, когда он уже потерял свою личность.

### Fate/Zero
Несколько тел Ассасинов могут сильно различаться по возрасту, полу, телосложению и стилю одежды, но в целом их волосы кажутся фиолетовыми, а их кожа и одежда почти черными. Они носят стандартную маску черепа, связанную с известным Хасаном из других Войн Грааля. Маски меняются, когда он меняет личности.

### Fate/Grand Order
Его основное наряд состоит из толстого пурпурно-черного шлема с козырьком в форме черепа, который почти всегда прячет за ним лицо и не показывает ничего, кроме пустых синих зрачков. Он носит громоздкую пурпурно-черную кирасу с черепом, из глаз которого вырывается жуткое голубое пламя. Его плакат предназначен для изображения ребер скелета. У него большие прочные повязки, защищающие его бедра от повреждений, а дизайн представляет собой скелетную руку, обвивающую его талию. У него черно-фиолетовые накидки со светящимися голубыми линиями, проходящие через них, и шипастые булавки на коленях. У него чрезвычайно прочные поножи, защищающие его голени, и толстые башмаки, защищающие сапоги, которые он носит. На плечах у него большие наплечники в форме черепа с адским голубым пламенем, вырывающимся из глазниц, черные ребра, фиолетовые наручи с большими шипами и синими линиями, проходящими через них, и фиолетовые шипастые рукавицы. На его спине кажущаяся древней мантия с накидкой, которая выглядит такой же старой и изношенншенн